# Каряево
Каряево — деревня в Торжокском районе Тверской области. Входит в состав Сукромленского сельского поселения.

## История
До 2006 года деревня входила в Сукромленский сельский округ.
В середине XX века в деревне находилась местная больница.

## Население
В 2008 году в деревне было 2 дома, постоянно проживало 2 жителя
| 2010 |
| ---- |
| 1    |